# Runemo
Runemo är en tätort i Ovanåkers kommun.

## Befolkningsutveckling
| Befolkningsutvecklingen i Runemo 1950–2020 | Befolkningsutvecklingen i Runemo 1950–2020 | Befolkningsutvecklingen i Runemo 1950–2020 | Befolkningsutvecklingen i Runemo 1950–2020 | Befolkningsutvecklingen i Runemo 1950–2020 |
| ------------------------------------------ | ------------------------------------------ | ------------------------------------------ | ------------------------------------------ | ------------------------------------------ |
|                                            |                                            |                                            |                                            |                                            |
| År                                         |                                            |                                            | Folkmängd                                  | Areal (ha)                                 |
| 1950                                       | 1950                                       |                                            | 423                                        |                                            |
| 1960                                       | 1960                                       |                                            | 308                                        |                                            |
| 1965                                       | 1965                                       |                                            | 301                                        |                                            |
| 1970                                       | 1970                                       |                                            | 232                                        |                                            |
| 1980                                       | 1980                                       |                                            | 238                                        |                                            |
| 1990                                       | 1990                                       |                                            | 265                                        | 62                                         |
| 1995                                       | 1995                                       |                                            | 275                                        | 66                                         |
| 2000                                       | 2000                                       |                                            | 261                                        | 67                                         |
| 2005                                       | 2005                                       |                                            | 283                                        | 67                                         |
| 2010                                       | 2010                                       |                                            | 263                                        | 66                                         |
| 2015                                       | 2015                                       |                                            | 249                                        | 79                                         |
| 2020                                       | 2020                                       |                                            | 257                                        | 79                                         |
|                                            |                                            |                                            |                                            |                                            |

## Näringsliv
I Runemo ligger förpackningsföretaget NEFAB.